# 硫化ユウロピウム(II)
硫化ユウロピウム(II)（りゅうかユウロピウム、英: Europium (II) sulfide）はユウロピウムの硫化物で、空気中では黒色の粉末。化学式はEuSと記される。

## 性質
典型的なランタノイドの酸化数は+IIIであるが、本物質におけるユウロピウムの酸化数は+IIである。キュリー温度(Tc)は16.6Kであり、この温度以下では強磁性、それより高温では常磁性を示す。空気中では500℃までは安定するが、それを越えると酸化が始まる。不活性環境下では1470℃で分解する。

## 構造
立方晶型の結晶構造を持ち、ユウロピウムと硫黄の双方が6つの配位数と八面体形構造をとる。ユウロピウムと硫黄の間は2.41Å離れている。

## 製法
酸化ユウロピウム(III) (Eu2O3)と硫化水素(H2S)を1150℃で反応させて得た粗製硫化ユウロピウムを、真空下で900℃に加熱して過剰な硫黄を除去して精製する。
{\displaystyle {\ce {{Eu2O3}+ 3 H2S -> 2 {EuS}+ 3 {H2O}+ S}}}
塩化ユウロピウム(II)から生成する方法もあるが、塩化物による汚染が生じることがある。

## 用途
酸化ユウロピウム(II)のアナログとして、レーザー用ウインドウや絶縁磁性体、強磁性半導体、プラズマディスプレイの蛍光体としての用途がある